# 2021年捷克米拉夫切列車相撞事故
2021年捷克米拉夫切列車相撞事故發生於2021年8月4日上午，捷克共和國與德國交界的比爾森州米拉夫切，此次列車相撞事故造成至少3人死亡，67人受傷。

## 事件經過
2021年8月4日上午，一列從德國慕尼黑開往捷克共和國布拉格的快速列車，因列車駕駛闖紅燈，於捷克境內與另一列通勤列車相撞。